# Rizzoli & Isles (seizoen 6)
Dit artikel vat het zesde seizoen van Rizzoli & Isles samen. Dit seizoen loopt van 16 juni 2015 tot en met 2016 en bevat achttien afleveringen.

## Rolverdeling

### Hoofdrollen
- Angie Harmon - Jane Rizzoli
- Sasha Alexander - Maura Isles
- Lorraine Bracco - Angela Rizzoli
- Jordan Bridges - Frankie Rizzoli jr.
- Bruce McGill - Vincent Korsak
- Idara Victor - Nina Holiday

### Terugkerende rollen
- Tina Huang - Susie Chang
- Adam Sinclair - Kent Drake

## Afleveringen
| Nr. | Aflevering | Titel                       | Regisseur       | Schrijver(s)           | Selectie gastrollen | Uitzenddatum     |  |
| --- | ---------- | --------------------------- | --------------- | ---------------------- | --- | ---------------- |  |
| 75 | 1          | The Platform                | Greg Prange     | Jan Nash               | Wendy Makkena - rechercheur interne zaken Hitchcock LaMonica Garrett - rechercheur Simmons Creagen Dow - Cecil 'Spike' Wilson Marlane Barnes - serveerster Jaime Collaco - politieagent Garcia    | 16 juni 2015     |  |
| Wanneer het team een moordenaar achtervolgen in een metrostation schiet Frankie een ongewapende man neer. Dit zorgt ervoor dat Frankie aan een interne zaak onderzoek wordt onderworpen. De rest van het team is vastbesloten om de werkelijke moordenaar op te sporen zodat zij de naam van Frankie kunnen zuiveren. Ondertussen verhuist Frankie naar zijn nieuwe appartement, Angela probeert hem een lelijke leunstoel aan te smeren. Maura verwelkomt een nieuwe medewerker, Kent Drake. Kent heeft hiervoor gediend in Afghanistan in het leger. |            |                             |                 |                        | |                  |  |
| 76 | 2          | Bassholes                   | Chad Lowe       | Michael Sardo          | Lochlyn Munro - Skeet Martin Abby Brammell - Linda Hendrickson Austin Highsmith - Carla Harris Aaron Pont - Mark Harris Gary Hudson - Jay Butler Dave Power - Cliff Davis                         | 23 juni 2015     |  |
| Wanneer een visser de dood vindt in een competitieve visserswedstrijd, gaan Jane en Maura op onderzoek uit. De visser blijkt het slachtoffer te zijn van een moordaanslag en zo moeten de rechercheurs zien te achterhalen wie de dader is. Tijdens hun zoektocht krijgt Jane te maken met een verdachte die gecharmeerd van haar is en dat ook kenbaar maakt. Ondertussen betaalt Frankie de prijs na het verliezen van een weddenschap. |            |                             |                 |                        | |                  |  |
| 77 | 3          | Deadly Harvest              | Mark Haber      | Ken Hanes              | Vincent Ventresca - dr. Carlson Olivia Horton - Sarah Harrison Vivian Kerr - Bonnie Leonard Kristin Slaysman - zus van Bonnie Layla Alizada - accountant                                          | 30 juni 2015     |  |
| Wanneer twee lichamen gevonden wordt op een body farm die hier niet thuis horen, wordt de hulp ingeroepen van Jane en Maura. Na autopsie ontdekken zij dat deze lichamen behoren aan een getrouwd hippie stel die al voor een jaar vermist werden. Het team onderzoekt dan de mogelijkheid of de vrouw voor haar dood gegijzeld werd. Dit zorgt ervoor dat zij een ander slachtoffer kunnen redden van de dood. Ondertussen wil Angela schaatslessen volgen, dit tot ongeloof bij haar kinderen. |            |                             |                 |                        | |                  |  |
| 78 | 4          | Imitation Game              | Steve Robin     | Katie Wech             | Sharif Atkins - agent Burns Matt Champagne - Dale Mullins Samantha Smith - Mary Hope Kevin Shinick - Gary Cisco Reyes - Ricky Ruiz Emily Robinson - Rachel                                        | 7 juli 2015      |  |
| Wanneer een beruchte dief vermoord wordt gaan Jane en Maura op onderzoek uit. Nadat zij verf ontdekken op het lichaam van het slachtoffer leidt het onderzoek hen naar de Boston Museum, hier raken zij verzeild in kunstvervalsing en kunstfraude. Jane krijgt in haar onderzoek te maken met een FBI agent die ook geïnteresseerd is in haar zaak. Ondertussen heeft Angela een nieuwe man in haar leven. |            |                             |                 |                        | |                  |  |
| 79 | 5          | Misconduct Game             | Kate Woods      | Ron McGee              | Samantha Smith - Mary Hope Dameon Clarke - Sam Langdon Anthony M. Bertram - chauffeur Brian Slaten - Kirk Ainsley                                                                                 | 14 juli 2015     |  |
| Wanneer het team ontdekt dat een moordslachtoffer een goede bekende is van het moeten zij hun gevoelens opzij zetten om de zaak op te lossen. Het slachtoffer betreft Susie Chang, een medewerkster van Maura. Tijdens hun onderzoek ontdekken zij een groot som geld in haar woning, nu moeten zij ontdekken of zij smeergeld aannam. Aangezien Susie voor Maura werkte wordt zij gedwongen om zich afzijdig te houden, Jane moet nu zonder haar hulp de zaak proberen op te lossen. |            |                             |                 |                        | |                  |  |
| 80 | 6          | Face Value                  | Steve Clancy    | Alicia Kirk            | Eddie Jemison - Elliot Dutton Robert Cicchini - Carlo Christina Carlisi - Helen Barnes Fiona Dourif - dochter van Helen Barnes Rocky McMurray - Mekler Zylan Brooks - rechercheur Kain            | 21 juli 2015     |  |
| Wanneer iemand doodgestoken wordt vinden Jane en Maura een getuige van de moord. Zij komen alleen voor een probleem te staan als blijkt dat de getuige lijdt aan prosopagnosie, en zo de dader niet kan identificeren. Ondertussen krijgt familie Rizzoli bezoek van een neef, hij heeft alleen het probleem dat hij altijd het ongeluk opzoekt zodat hij smartengeld kan eisen. Maura geloofd dit echter niet en nodigt hem uit in haar woning, al snel merkt zij dat het wel waar is. |            |                             |                 |                        | |                  |  |
| 81 | 7          | A Bad Seed Grows            | Christine Moore | Russell J. Grant       | Andy Milder - dr. Kevin Foley Justin Castor - Daniel O'Neill Chet Grissom - mr. O'Neill Elise Robertson - mrs. O'Neill James Black - Ernie Priest Karole Foreman - mrs. Lewis                     | 28 juli 2015     |  |
| Wanneer een zestienjarig meisje vermoord in een dierenkooi wordt gevonden, gaan Jane en Maura op onderzoek uit. Tijdens het onderzoek komen zij in contact met een psychiater die de moordenaar waarschijnlijk onder behandeling heeft. Nu moeten zij hem zien te overtuigen om zijn geheimplicht op te heffen, zodat zij achter de identiteit van de dader kunnen komen voordat er meerdere slachtoffers vallen. Ondertussen denkt Frankie dat hij ufo's ziet. |            |                             |                 |                        | |                  |  |
| 82 | 8          | Nice to Meet You, Dr. Isles | Norman Buckley  | Jan Nash Michael Sardo | Chloe Bridges - Tory Garrett Jessica Camacho - Karina Anthony Bonaventura - Ten Mohs Smalls - bodyguard van Ten Mohs Ruben Garfias - Raya Sororo David Ogden Stiers - dr. Isles                   | 4 augustus 2015  |  |
| Wanneer een juwelier voor de beroemdheden van Boston vermoord wordt gevonden, gaan Jane en Maura op onderzoek uit. Het onderzoek leidt hen naar een familielid van Maura, haar adoptievader. Maura heeft echter een moeilijke relatie met haar adoptievader door een gebeurtenis in haar jeugd. |            |                             |                 |                        | |                  |  |
| 83 | 9          | Love Taps                   | Pete Kowalski   | Dan Hamamura           | Christina Chang - Kiki Laura Breckenridge - Heather Galadriel Stineman - Krista Alex MacNicoll - Colin Graham Hamilton - Rick Alicia Ziegler - Mandy David Ogden Stiers - dr. Isles               | 11 augustus 2015 |  |
| Wanneer een student wordt vermoord gaan Jane en Maura op onderzoek uit. Het onderzoek krijgt een vreemde wending als blijkt dat het slachtoffer 32 vriendinnen had. Om te ontdekken wie hem vermoord heeft moeten zij een wereld binnentreden van ontwikkelaars, virtuele vrienden en relaties die gebouwd zijn op leugens. Ondertussen laat Vincent iedereen kennismaken met zijn nieuwe vriendin. |            |                             |                 |                        | |                  |  |
| 84 | 10         | Sister Sister               | Steve Robin     | Ken Hanes              | Liesel Allen Yeager - dochter van Mona Loanne Bishop - Mona Myra Turley - Delores Erin Way - Sara Reggie Gaskins - agent dierenpolitie Michael Lanahan - Eric Hikeler                             | 18 augustus 2015 |  |
| Wanneer een vrouw dood in haar bubbelbad wordt gevonden, gaan Jane en Maura op onderzoek uit. Eerst wordt er gedacht dat zij gedood is door haar hond, maar al snel blijkt dat iemand anders de dader is. Zij denken dat ze de dader moeten zoeken bij haar man of een van haar studenten aan wie zij les gaf. Ondertussen voelt Maura zich opgelaten nadat Kent haar gekust heeft. |            |                             |                 |                        | |                  |  |
| 85 | 11         | Fake It 'Til You Make It    | Mark Haber      | Katie Wech             | Michael Irby - rechercheur Oscar Acedo Christina Chang - Kiki Marc Evan Jackson - dr. Hart Gregory Harrison - Ron Hanson Gavin Houston - Alphonse Christopher Rivas - Lamar St. John              | 25 augustus 2015 |  |
| Wanneer een man wordt vermoord gaan Jane en Maura op onderzoek uit. Door de vingerafdrukken ontdekken zij dat er een connectie is met een moordzaak in Los Angeles. Nu moeten Jane, tegen haar zin, en Maura naar het westen om daar met de plaatselijke politie proberen hun dader te vinden. Ondertussen plannen Angela en Vincent een etentje met hun vriend en vriendin, Kiki en Ron. |            |                             |                 |                        | |                  |  |
| 86 | 12         | 5:26                        | Greg Prange     | Michael Sardo          | Damon Dayoub - Boris Martin Judith Moreland - gevangenis medewerker Brenda Schmid - Lianne Scott Daniel Louis Rivas - Tom Hobert Paul Schulze - dr. Joe Harris Chase Kim - rechercheur James Ward | 1 september 2015 |  |
| Wanneer Maura autopsie uitvoert op een moordslachtoffer vindt zij, tot haar verrassing, de horloge van Jane in de maag. De horloge is op de bepaalde tijd van 5:26 vastgezet, en moeten zij zien te achterhalen wat dit betekent. Vincent maakt zich zorgen over de laatste gebeurtenissen bij Jane, en zet haar buiten dienst. Zij vermoeden dat de moordenaar ook de brandstichter is van het appartement van Jane en haar financiën heeft gehackt. Jane krijgt een bodyguard toegewezen voor haar veiligheid en wordt verplicht de gebeurtenissen thuis af te wachten. Het team denkt dat 5:26 een aanwijzing is dat er om 5:26 uur iets gaat gebeuren met Jane en wachten tegen die tijd af op wat er gaat gebeuren. Tot opluchting van iedereen gaat deze tijd voorbij en gebeurt er niets. Terug op het politiebureau wil Jane erachter komen wat de code 5:26 dan wel betekent, dan ontdekt zij dat dit te maken heeft met de bijbel. Via de bijbel ontdekt zij dat de dader wraak wil nemen omdat bij hem iets afgepakt is, hij wil nu wraak nemen door iets bij Jane af te pakken. Jane vermoedt dan dat de dader haar moeder iets wil aan doen en gaat snel op zoek naar haar. Zij is opgelucht als blijkt dat haar moeder veilig is, dan denkt zij ineens dat Maura in gevaar is. Maura is net opgeroepen naar een misdrijf, daar aangekomen wordt Maura ineens vastgegrepen door een onbekend persoon die haar in bedwang houdt. |            |                             |                 |                        | |                  |  |
| 87 | 13         | Hide and Seek               | Kevin G. Cremin | Jan                    | Judith Moreland - gevangenis bewaker Montae Russell - sergeant Miller Rolando Molina - Eduardo Paul Schulze - dr. Joe Harris                                                                      | 16 februari 2016 |  |
| Maura is ontvoerd door een onbekende man, nu moeten Jane en haar collega's zien te achterhalen wie de ontvoerder is voordat hij Maura iets aan kan doen. Maura ontdekt tijdens haar gevangenschap dat een samenzwering het leven van Jane in gevaar kan brengen. |            |                             |                 |                        | |                  |  |
| 88 | 14         | Murderjuana                 | Norman Buckley  | Russel J. Grant        | Robert Baker - Jeff Collins Paul Schackman - dr. Matthew Kaplan Lisa Brenner - Christine Reynolds Chad Lowe - Charlie Douglas                                                                     | 16 februari 2016 |  |
| Een beveiliger van een warenhuis raakt gewond tijdens een overval, het lukt hem wel om een overvaller dood te schieten. Jane en haar team raken nu in een achtervolging verzeild op de mededaders. Ondertussen ontdekken zij dat er veel vragen over de overval onbeantwoord blijven, wat het onderzoek bemoeilijkt. |            |                             |                 |                        | |                  |  |
| 89 | 15         | Scared to Death             | Mark Haber      | Ron McGee              | Christina Chang - Kiki Cherise Boothe - Karen Hughes Will Collyer - Perry Shaw Ashlee Füss - Megan Christenson                                                                                    | 23 februari 2016 |  |
| Wanneer een vrouw wordt vermoord gaan Jane en Maura op onderzoek uit. Ondertussen ontdekken Vincent en Nina de identiteit van de hacker die het leven van Jane zuur maakt, maar dit zorgt ervoor dat er meer vragen komen dan antwoorden. Angela vindt in de bureaula van Vincent een verlovingsring, zij vertelt dan tegen Jane en Maura dat hij Kiki ten huwelijk gaat vragen. |            |                             |                 |                        | |                  |  |
| 90 | 16         | East Meets West             | Mark Strand     | Ken Hanes              | Noah Crawford - Nicky Bartuils Svetlana Efremova - moeder Art Kulik - Egon Kronis Dominic Pace - Agris Catherine Parker - Nicole                                                                  | 1 maart 2016     |  |
| Wanneer bij een vuurgevecht een slachtoffer valt, gaan Jane en Maura op onderzoek uit. Het onderzoek leidt hen naar een gesloten Oost-Europese bende. Ondertussen wordt Maura geveld door de griep en wil desondanks haar werkzaamheden doorzetten. Angela en Kent prijzen haar diverse huismiddeltjes aan voor haar griep, dit met een verrassende uitkomst. |            |                             |                 |                        | |                  |  |
| 91 | 17         | Bomb Voyage                 | Jan Nash        | Jan Nash Katie Wech    | Christina Chang - Kiki Dylan Bruno - Bryce Gregory Harrison - Ron Hanson Riley Rose Critchlow - Rhonda Hearn Jonathan Ohye - Walter Park                                                          | 8 maart 2016     |  |
| Een jogger hoort een explosie en vindt daarna een vinger, het team gaat dan op onderzoek uit. Vincent raakt dan in een mijnenveld waar hij niet zonder hulp van het team eruit komt. Na zijn redding raakt hij in discussie met Kiki over het gevaar van zijn werk, dit maakt hem ongerust of zij nog wel met hem wil trouwen. Hij moet nu toch met het team zich concentreren over wie achter de explosie zit wat een slachtoffer heeft opgeleverd. Ondertussen vraagt Ron aan Angela of zij hem wil vergezellen naar Parijs. Nina ontdekt wie de vrouw is die achter Jane en Maura aanzit, en dat deze vrouw pas is vrijgelaten uit de gevangenis. |            |                             |                 |                        | |                  |  |
| 92 | 18         | A Shot in the Dark          | Greg Prange     | Michael Sardo          | Wings Hauser - Mark McFadden Michael Maize - J.D. Miller Gregory Harrison - Ron Hanson Christina Chang - Kiki Catherine Parker - Nicole                                                           | 15 maart 2016    |  |
| Alice Sands, een kind uit een politiefamilie, stopte met haar politieopleiding terwijl Jane een ster was in haar klas. Alice kon het niet hebben dat zij altijd tweede werd van de klas na Jane. Nadat zij stopte met de opleiding koos Alice de criminele pad met het opzetten van een drugsbende, dit zorgde ervoor dat zij een vaste klant werd van de gevangenis. Alice en een medegevangene ontsnappen dan samen uit de gevangenis, maar zij laat haar dan in de steek en vlucht alleen naar Canada. Ondertussen trouwt Vincent met Kiki, de receptie wordt dan wreed verstoord door een schietpartij. |            |                             |                 |                        | |                  |  |